# Hans Spaan
Hans Spaan, né le 24 décembre 1958 à Assen aux Pays-Bas, est un ancien pilote de vitesse moto.
Sa première course a été le Grand Prix moto des Pays-Bas 1980 sur 50 cm³. Ses meilleures saisons sont celles de 1989 où il remporta quatre courses et finit deuxième de la saison; et en 1990, quand il remporta cinq courses et finit une nouvelle fois deuxième de la saison.

## Résultats en Moto GP

### Statistiques par catégorie
| Catégorie | Année          | 1er GP   | 1er Podium | 1re Victoire | Courses | Victoires | Podiums | Pole | M.tours¹ | Points | Titres |
| --------- | -------------- | -------- | ---------- | ------------ | ------- | --------- | ------- | ---- | -------- | ------ | ------ |
| 50 cm3    | 1980;1982-1983 | NED 1980 | YOU 1983   |              | 14      | 0         | 1       | 0    | 0        | 70     | 0      |
| 80 cm3    | 1984-1987      | ITA 1984 | NED 1984   |              | 25      | 0         | 4       | 0    | 0        | 128    | 0      |
| 125 cm3   | 1983;1988-1994 | FRA 1983 | GER 1988   | AUT 1989     | 94      | 9         | 16      | 9    | 5        | 517    | 0      |
| Total     | 1980;1982-1994 |          |            |              | 132     | 9         | 20      | 9    | 5        | 715    | 0      |